# Pinara (Lasiocampidae)

## Các loài
- Pinara adusta Walker 1869
- Pinara albida Walker 1865
- Pinara apicalis Walker 1855
- Pinara australasiae Fabricius 1775
- Pinara calligama Felder 1874
- Pinara cana Walker 1855
- Pinara chlorosacca Turner 1902
- Pinara cinerata Walker 1865
- Pinara cycloloma Turner 1902
- Pinara decorata Walker 1865
- Pinara divisa Walker 1855
- Pinara erubescens Lower 1894
- Pinara fervens Walker 1855
- Pinara flexicosta Felder 1874
- Pinara guttularis Walker 1855
- Pinara intemerata Walker 1865
- Pinara marginata Walker 1855
- Pinara metaphaea Walker 1862
- Pinara nana Walker 1855
- Pinara nasuta Lewin 1805
- Pinara nasutula Wallengren 1861
- Pinara obliqua Walker 1855
- Pinara obscura Conte 1908
- Pinara obscura Walker 1855
- Pinara parvigutta Walker 1855
- Pinara plinthopa Turner 1904
- Pinara pudorina Walker 1865
- Pinara rubida Walker 1865
- Pinara rufescens Butler 1886
- Pinara rufescens Walker 1855
- Pinara saturata Walker 1865
- Pinara sesioides Walker 1866
- Pinara simonis Guenée
- Pinara sobria Walker 1865
- Pinara spodopa Turner 1904

## Hình ảnh

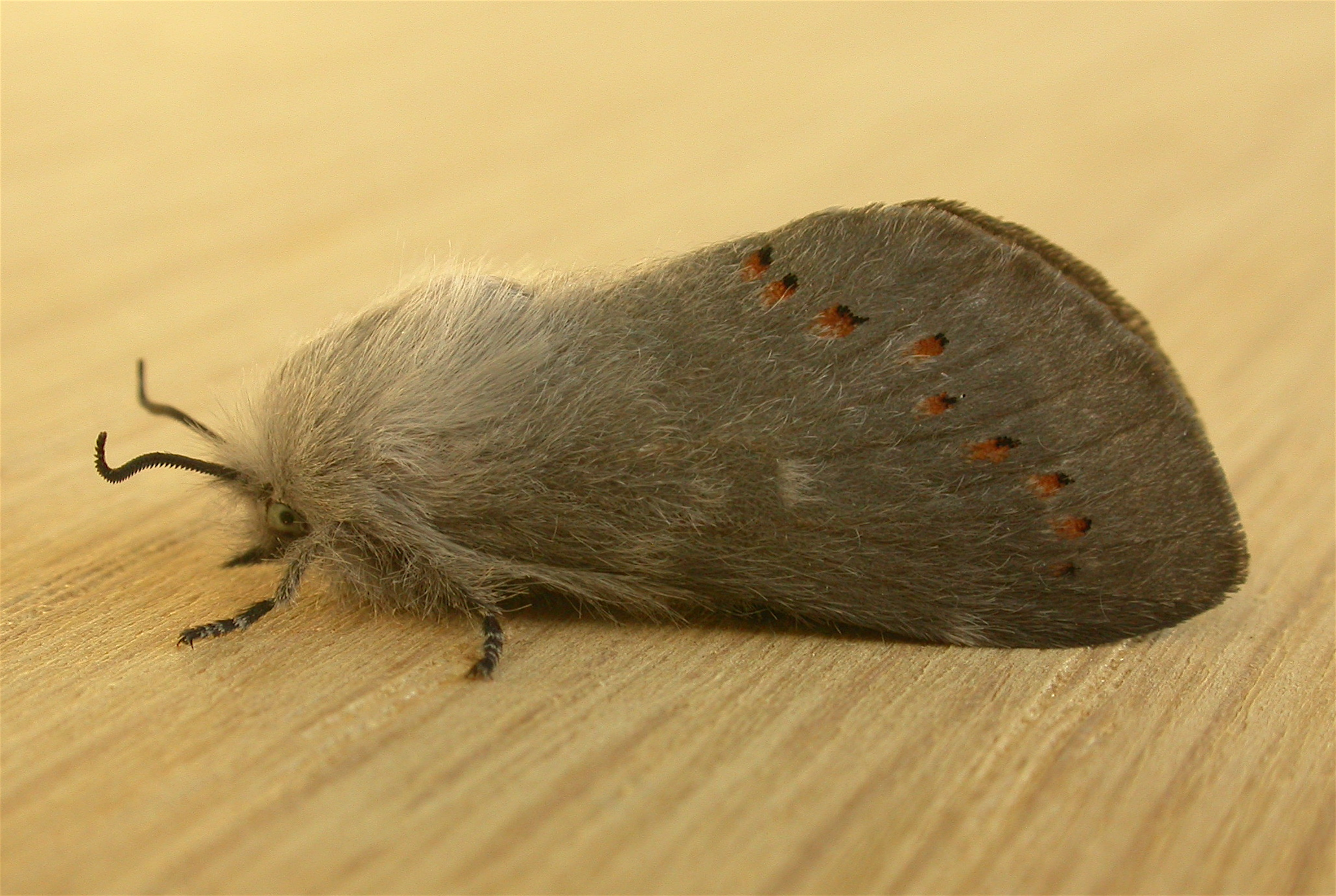
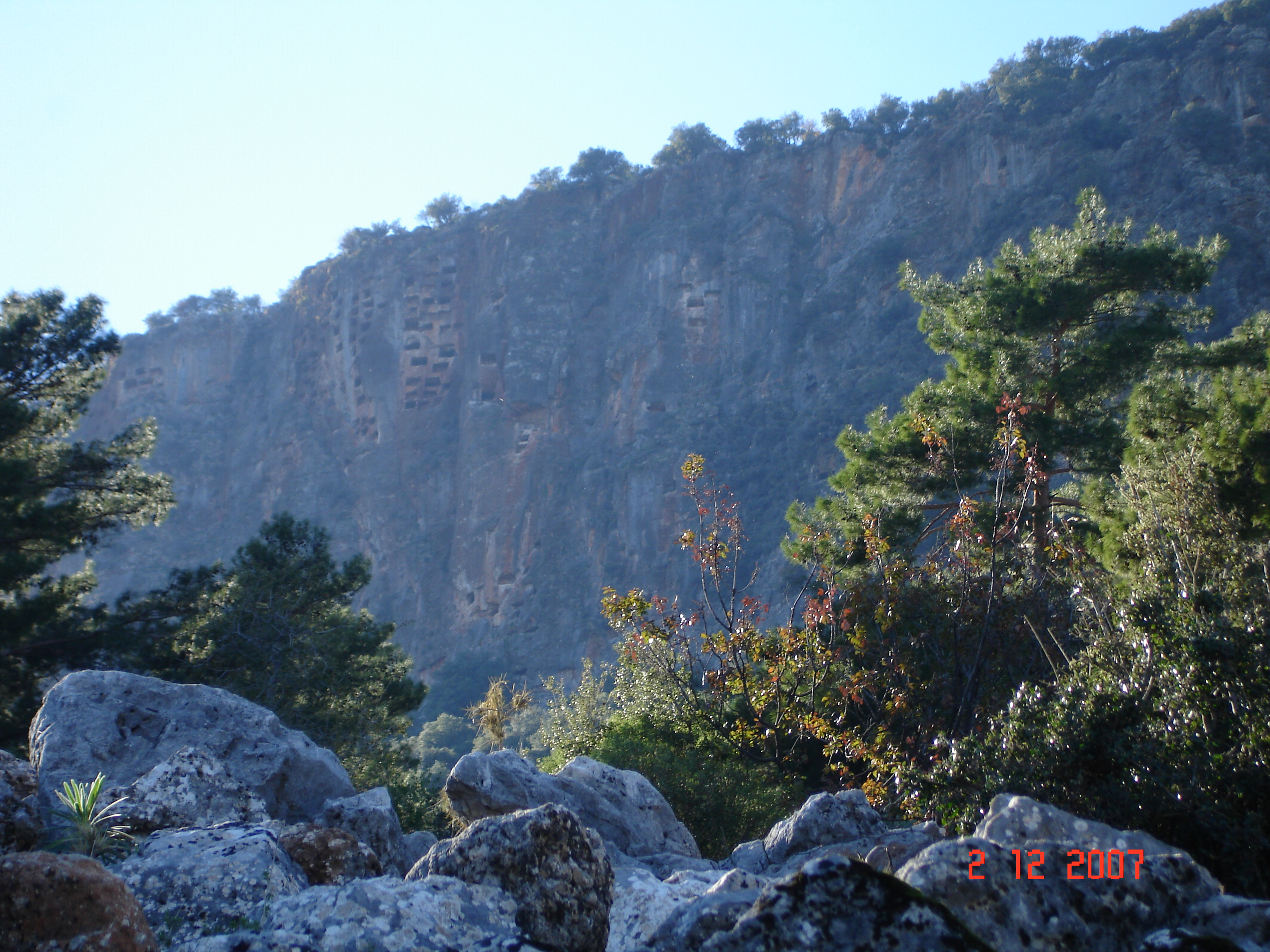
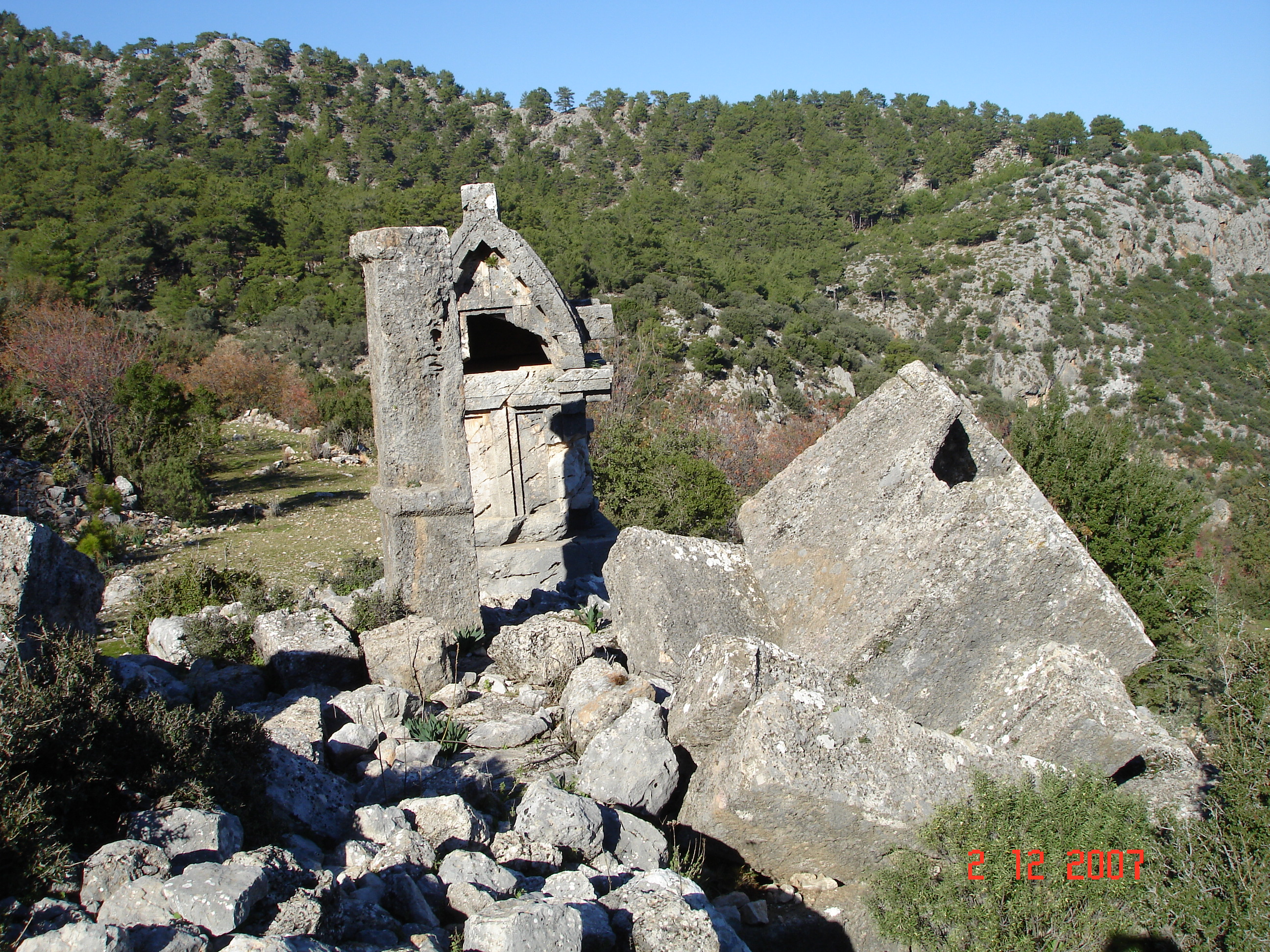
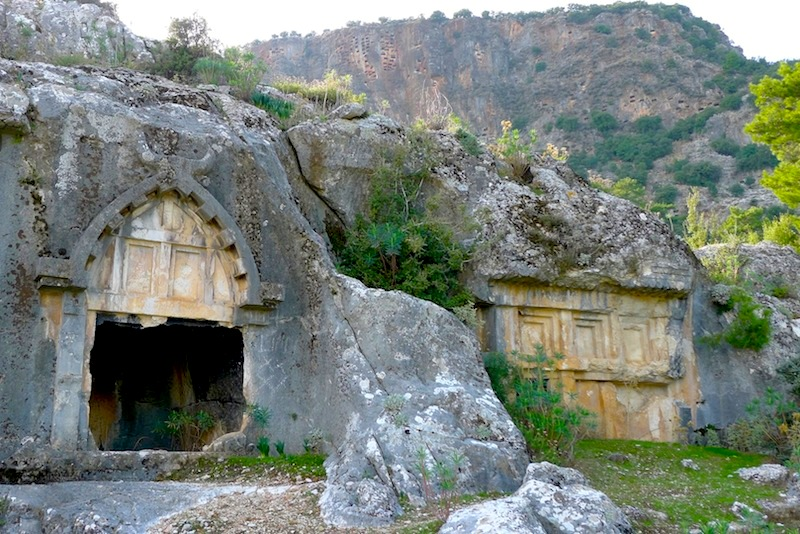